# Caracara cheriway
El caracara norteño (Caracara cheriway) o caracara quebrantahuesos es una especie de ave de presa que pertenece a la familia Falconidae. Es nativo de América del Sur, el Caribe, América Central, y América del Norte hasta el sur de los Estados Unidos se reconocen varias subespecies.
Era anteriormente considerado conespecífico con C. plancus y C. lutosa.
En 2021 se ha vuelto a proponer el uso de Caracara plancus como taxón mayor, y  cheriway como su conespecífico norte y centroamericano. Siendo ligeramente menor en tamaño que la nominal (del hemisferio sur del continente), un poco más oscuro, con el barrado pectoral más disperso y de apariencia general más estilizada.
Aun así sus vocalizaciones son bastante diferentes y su comportamiento difiere en ciertos aspectos.
Esta ave tiene una longitud de 49-58 cm, envergadura de 120 cm y pesa 1,050-1,300 g. Es de cola larga y alas anchas. Sus patas largas le permiten caminar y correr con frecuencia en el suelo. Adultos con cuerpo, alas, cresta y corona color negro; cuello, rabadilla y alas con manchas blancas. Cola de color blanco con negro y una franja terminal. Pecho blanco finamente barrado con negro. Pico grueso color gris y patas amarillas. Cera y piel del rostro color amarillo oscuro a naranja-rojo (dependiendo de la edad y el estado de ánimo). Sin dimorfismo sexual. Aves inmaduras color marrón con el pecho pálido y manchas color café, piernas blanco grisáceo y cera y piel del rostro color grisáceo o rosado-púrpura opaco. En México la caraira se ha observado en todos los estados del país. Esta ave de ambiente terrestre es considerada por la IUCN 2019-1 como de preocupación menor.

## Distribución geográfica
Caracara cheriway es nativo de Aruba, Antillas Neerlandesas, Islas Caimán, Cuba, Trinidad y Tobago, la parte norte de América del Sur (Colombia, Ecuador,Perú, Bolivia, Venezuela, se lo observa con frecuencia en el sur de Ecuador, Guyana, Guyana Francesa, Suriname y el norte del Brasil amazónico), la mayor parte de América Central (Panamá, Costa Rica, Nicaragua, Honduras, El Salvador, Guatemala) y México, hasta la parte sur de los Estados Unidos. En el Caribe colombiano es conocido como guere guere.

## Descripción

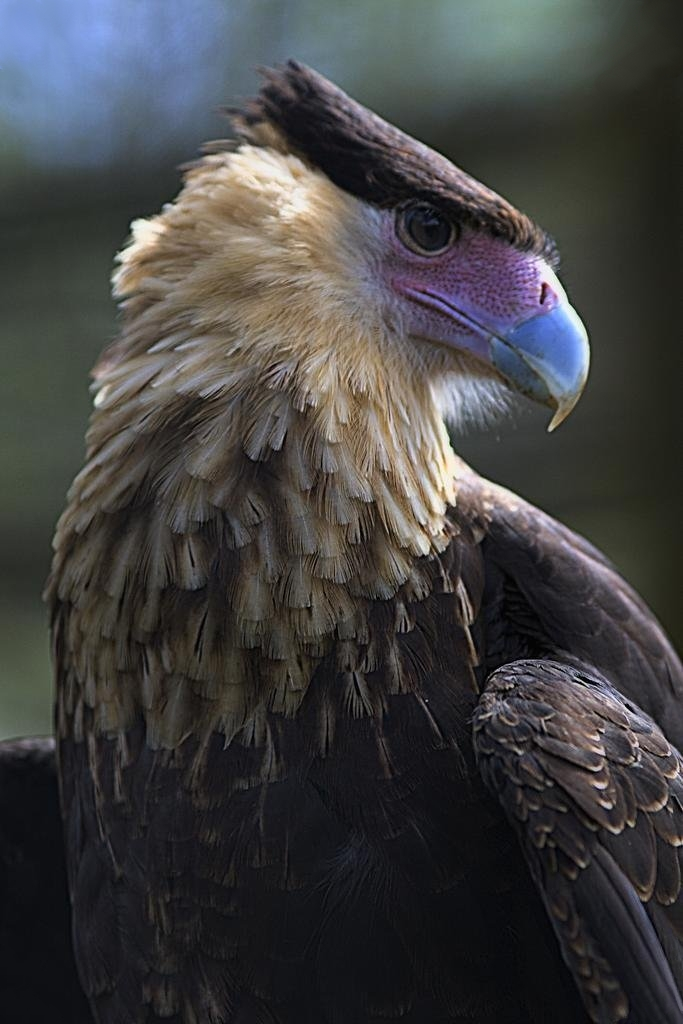
C. cheriway, joven con su típico color facial

C. cheriway tiene una longitud de 49-58 cm, una envergadura de 120 cm, y pesa 1050-1300 g. Tiene una a cola larga, y alas anchas. Sus patas son largas, y camina y corre con frecuencia en el suelo. Adultos tienen el cuerpo, las alas, la cresta y corona de color negro. Tiene manchas blancas en el cuello, rabadilla y las alas. La cola es de color blanco con negro y una franja terminal. El pecho es de color blanco, finamente barrado con negro. El pico es grueso, de color gris, y las patas son de color amarillo. La cera y la piel del rostro son de color amarillo oscuro a naranja-rojo, dependiendo de la edad y el estado de ánimo.
No hay dimorfismo entre los sexos, pero las aves inmaduras son de color marrón, con el pecho pálido con manchas de color café, piernas de color blanco grisáceo, y la cera y la piel del rostro es grisáceo o rosado-púrpura opaco.

## Comportamiento

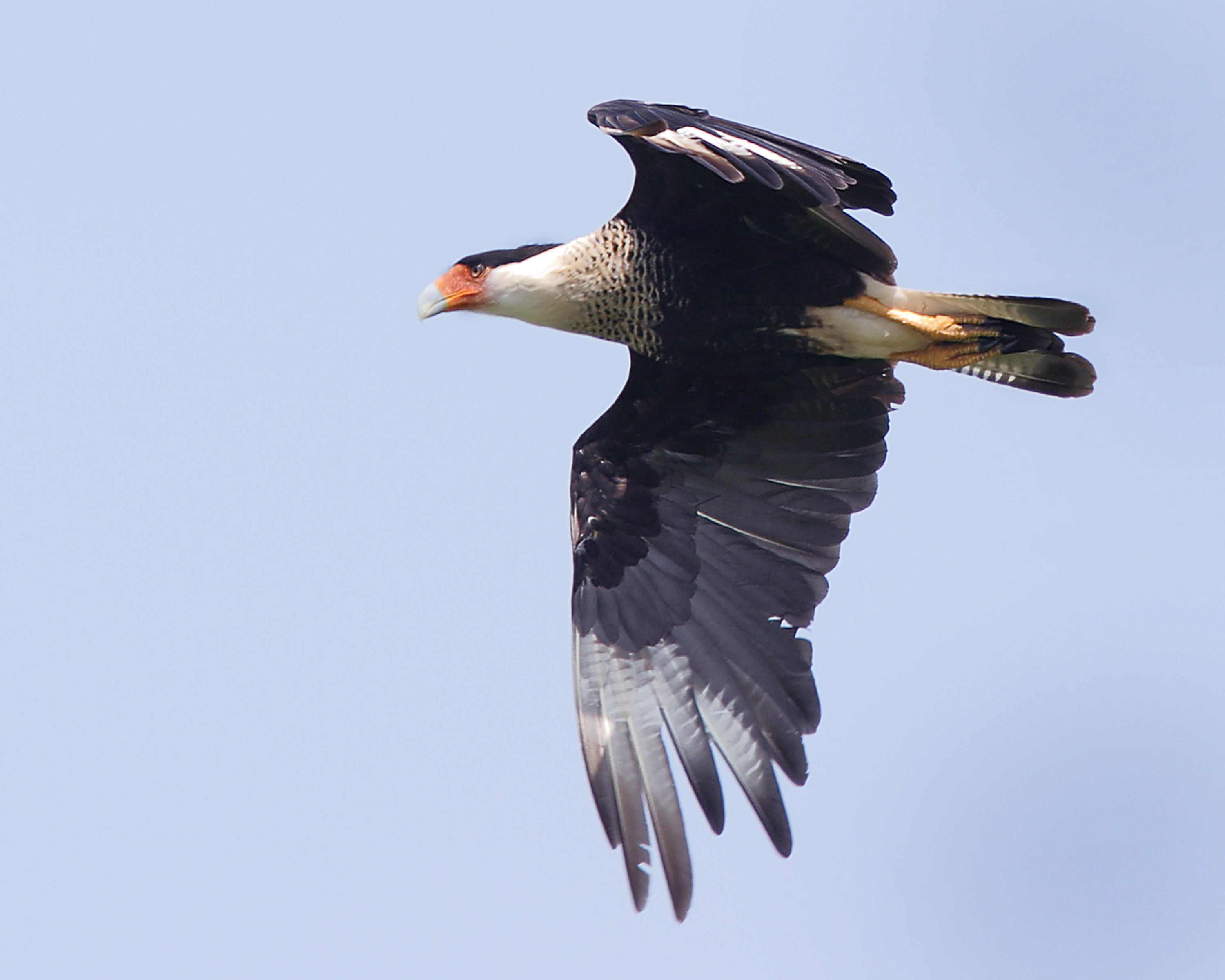
Caracara cheriway volando.

No son cazadores aéreos rápidos; su vuelo es más bien lento. Tiene una dieta muy amplia que incluye carroña. Caza pequeños mamíferos, anfibios, reptiles, peces, cangrejos, insectos y lombrices de tierra. También trata de robar las presas de otras aves. Construye grandes nidos en árboles como mezquites y palmas, cactus, o en el suelo como último recurso. Pone de 2 a 3 huevos, de color rosado-marrón con manchas más oscuras, que son incubados durante 28-32 días.